# Isohexano
El isohexano es un alcano de cadena ramificada con fórmula molecular C6H14. Su nombre sistemático (por la IUPAC) es 2-metilpentano.